# Меллемсетер, Михаэль
Михаэ́ль Меллемсе́тер (норв. Michael Mellemseter; род. 12 ноября 1998, Тронхейм) — норвежский кёрлингист.
Играет на позиции третьего.

## Достижения
- Чемпионат Норвегии по кёрлингу среди мужчин: золото (2019), серебро (2024), бронза (2018).
- Чемпионат Норвегии по кёрлингу среди смешанных команд: серебро (2024).

## Команды
| Сезон                                               | Четвёртый           | Третий              | Второй              | Первый            | Запасной                                                                  | Турниры                               |
| --------------------------------------------------- | ------------------- | ------------------- | ------------------- | ----------------- | ------------------------------------------------------------------------- | ------------------------------------- |
| 2015—16                                             | Kristian Foss       | Михаэль Меллемсетер | Einar Mesloe        | Morten Hovdal     |                                                                           | ЧНМ 2016 (7 место)                    |
| 2016—17                                             | Kristian Foss       | Михаэль Меллемсетер | Андреас Хорстад     | Morten Hovdal     |                                                                           | ЧНМ 2017 (6 место)                    |
| 2017—18                                             | Магнус Рамсфьелл    | Kristian Foss       | Михаэль Меллемсетер | Андреас Хорстад   | Йёрген Мюран тренер: Стейн Меллемсетер                                    | ЧМЮ 2018 (6 место) · ЧНМ 2018         |
| 2018—19                                             | Магнус Рамсфьелл    | Михаэль Меллемсетер | Андреас Хорстад     | Йёрген Мюран      |                                                                           | ЧНМ 2019                              |
| 2018—19                                             | Магнус Рамсфьелл    | Михаэль Меллемсетер | Йёрген Мюран        | Андреас Хорстад   | Ingebrigt Bjørnstad (ЧМЮ) Стеффен Вальстад (ЧМ) тренер: Стейн Меллемсетер | ЧМЮ 2019 (4 место) ЧМ 2019 (12 место) |
| 2019—20                                             | Ingebrigt Bjørnstad | Михаэль Меллемсетер | Marcus Wolan        | Андреас Хорстад   |                                                                           | ЧНМ 2020 (10 место)                   |
| 2021—22                                             | Андреас Хорстад     | Михаэль Меллемсетер | Marcus Wolan        | Emil Kvål         |                                                                           | ЧНМ 2022 (4 место)                    |
| 2022—23                                             | Андреас Хорстад     | Михаэль Меллемсетер | Вильгельм Несс      | Emil Kvål         |                                                                           | ЧНМ 2023 (4 место)                    |
| 2023—24                                             | Андреас Хорстад     | Матиас Бранден      | Михаэль Меллемсетер | Вильгельм Несс    | Emil Kvål                                                                 | ЧНМ 2024                              |
| 2024—25                                             | Андреас Хорстад     | Вильгельм Несс      | Михаэль Меллемсетер | Матиас Бранден    |                                                                           | ЧНМ 2025 (4 место)                    |
| Кёрлинг среди смешанных команд (mixed curling)      |                     |                     |                     |                   |                                                                           |                                       |
| 2016                                                | Михаэль Меллемсетер | Майя Рамсфьелл      | Андреас Хорстад     | Eline Mjøen       | тренер: Ингвиль Скага                                                     | ЗЮОИ 2016 (7 место)                   |
| 2016—17                                             | Kristian Foss       | Astri Forbregd      | Михаэль Меллемсетер | Mari Forbregd     | Elias Høstmælingen                                                        | ЧНСК 2017 (4 место)                   |
| 2023—24                                             | Андреас Хорстад     | Туриль Бьёрнстад    | Михаэль Меллемсетер | Ингеборг Форбрегд |                                                                           | ЧНСК 2024                             |
| Кёрлинг среди смешанных пар (mixed doubles curling) |                     |                     |                     |                   |                                                                           |                                       |
| 2015—16                                             | Martina Ghezze      | Михаэль Меллемсетер |                     |                   | тренер: Ингвиль Скага                                                     | ЗЮОИ 2016 (17 место)                  |

(скипы выделены полужирным шрифтом)

## Частная жизнь
Из семьи кёрлингистов: его отец Стейн Меллемсетер — кёрлингист и тренер, старший брат брат Стейн Фредрик (норв. Stein Fredrik Mellemseter) — кёрлингист, выступал на чемпионате мира среди юниоров 2007.
Не женат.
Начал заниматься кёрлингом в 2005 году, в возрасте 7 лет.